# 小行星5276
小行星5276（英語：5276 Gulkis）是一颗围绕太阳公转的小行星。1987年4月1日，埃莉諾·赫琳在帕洛马山发现了此天体。
这颗小行星的绝对星等为27.07488190552324等。